# Vasos y besos (canción)
«Vasos y Besos» es una canción del grupo de rock argentino Los Abuelos de la Nada. Fue publicada como la cuarta canción de Himno de mi corazón, tercer álbum del grupo, en 1984. Fue compuesta por Miguel Abuelo y Cachorro López.

## Letra
La canción describe la escena de una reunión con un ex amante, donde se comparten vasos de vino y besos, pero también se siente la distancia y la pérdida, más tarde cuenta como el paso del tiempo hace que las relaciones cambien, también tiene una reflexión sobre la fragilidad de las relaciones humanas y la importancia de disfrutar del momento presente, ya que el tiempo y las circunstancias pueden cambiar todo.

## Músicos
- Miguel Abuelo - voces
- Andrés Calamaro - sintetizadores
- Cachorro López - bajo
- Polo Corbella - batería

### Músico invitado
- Kubero Díaz - guitarra eléctrica